# 石浜 (東浦町)
石浜（いしはま）は、愛知県知多郡東浦町の地名。

## 地理

### 河川・池沼
- 明徳寺川
- 豆搗川
- 飛山池

### 交通
- 国道366号
- 愛知県道23号東浦名古屋線
- 愛知県道469号東浦阿久比線
- 武豊線石浜駅

### 施設
- 豊田自動織機石浜工場
- 東浦町立石浜西小学校
- 東浦町立片葩小学校
- 東浦町立東浦中学校
- 東浦町郷土資料館
- 東浦町文化センター
- 成実新田排水機場
- 稲荷神社

## 歴史

### 人口の変遷
国勢調査による人口および世帯数の推移。
| 1995年（平成7年）  | 3043世帯 10248人 |  |
| 2000年（平成12年） | 3361世帯 10442人 |  |
| 2005年（平成17年） | 4251世帯 12002人 |  |
| 2010年（平成22年） | 4750世帯 12510人 |  |
| 2015年（平成27年） | 4929世帯 12853人 |  |
| 2020年（令和2年）  | 5061世帯 12713人 |  |

### WEB
1. ↑  “愛知県知多郡東浦町の町丁・字一覧”.   人口統計ラボ. 2024年4月24日閲覧。
2. 1 2  総務省統計局 (2022年2月10日). “令和2年国勢調査の調査結果(e-Stat) - 男女別人口，外国人人口及び世帯数－町丁・字等” (CSV). 2023年8月2日閲覧。
3. ↑  “読み仮名データの促音・拗音を小書きで表記するもの(zip形式) 愛知県” (zip).   日本郵便 (2024年2月29日). 2024年3月26日閲覧。
4. ↑  “市外局番の一覧” (PDF).   総務省 (2022年3月1日). 2022年3月22日閲覧。
5. ↑  “ナンバープレートについて”.   一般社団法人愛知県自動車会議所. 2024年1月21日閲覧。
6. ↑  総務省統計局 (2014年3月28日). “平成7年国勢調査の調査結果(e-Stat) - 男女別人口及び世帯数 －町丁・字等” (CSV). 2021年7月20日閲覧。
7. ↑  総務省統計局 (2014年5月30日). “平成12年国勢調査の調査結果(e-Stat) - 男女別人口及び世帯数 －町丁・字等” (CSV). 2021年7月20日閲覧。
8. ↑  総務省統計局 (2014年6月27日). “平成17年国勢調査の調査結果(e-Stat) - 男女別人口及び世帯数 －町丁・字等” (CSV). 2021年7月21日閲覧。
9. ↑  総務省統計局 (2012年1月20日). “平成22年国勢調査の調査結果(e-Stat) - 男女別人口及び世帯数 －町丁・字等” (CSV). 2021年7月21日閲覧。
10. ↑  総務省統計局 (2017年1月27日). “平成27年国勢調査の調査結果(e-Stat) - 男女別人口及び世帯数 －町丁・字等” (CSV). 2021年7月21日閲覧。